# NGC 1823
NGC 1823 (другое обозначение — ESO 56-SC51) — рассеянное скопление в созвездии Столовой Горы, расположенное в Большом Магеллановом Облаке.
Этот объект входит в число перечисленных в оригинальной редакции «Нового общего каталога».
Скопление расположено в ядре звёздного облака площадью около 9′ на 6′, и оно гораздо плотнее, чем остальная часть облака. Само скопление составляет около 30′′ в попереречнике.